# Lethariella sernanderi
Lethariella sernanderi är en lavart som först beskrevs av Motyka, och fick sitt nu gällande namn av Obermayer. Lethariella sernanderi ingår i släktet Lethariella och familjen Parmeliaceae.   Inga underarter finns listade i Catalogue of Life.